# 胜院站
勝院站（韓語：승원역）是朝鮮民主主義人民共和國咸镜北道清津市青岩区域蓮津里的一個鐵路車站，属于平罗线。

## 邻近车站
平羅線
金岩石站 - 勝院站 - 連津站